# Antonina Biardzka-Krysińska
Antonina Biardzka-Krysińska (ur. 17 stycznia 1896, zm. 14 maja 1991) – polska „Sprawiedliwa wśród Narodów Świata”.

## Życiorys
W trakcie II wojny światowej zamieszkiwała we wsi Rakowice na Lubelszczyźnie. W 1940 r., gdy Niemcy zaczęli planować utworzenie getta w pobliskich Siedlcach, miejscowi Żydzi: Chandlarski i jego córka Ester, pojawili się w jej mieszkaniu błagając o pomoc. Antonina przyjęła dziewczynkę do siebie zatrudniając ją jako pomoc w gospodarstwie. Została nawet oficjalnie zarejestrowana w lokalnym Arbeitsamcie. W następnym roku kobieta otrzymała polecenie przekazania dziewczynki do getta, co też uczyniła, jednak Esterze udało się zbiec i wrócić do Antoniny. Ta zaś urządziła dla niej kryjówkę na strychu chlewu, gdzie dostarczała żywność i opiekowała się nią aż do sierpnia 1944 r., gdy na te tereny wkroczyła Armia Czerwona. 
Antonina Biardzka-Krysińska jest pochowana na Cmentarzu Centralnym w Siedlcach (sektor XVa, rząd A1, nr grobu 3). 
Relacja o pomocy dokonanej przez Antoninę Biardzką-Krysińską zawarte są w książce: Relacje o pomocy udzielanej Żydom przez Polaków w latach 1939–1945. Tom 1: Dystrykt warszawski Generalnego Gubernatorstwa, wybór i opracowanie Sebastian Piątkowski, Lublin–Warszawa 2018, 534 s., ISBN 978-83-8098-557-5. 
12 lutego 1991 r. Instytut Jad Waszem uhonorował Antoninę Biardzką-Krysińską medalem „Sprawiedliwy wśród Narodów Świata”.